# عبد الفضيل الماظ
عبد الفضيل الماظ ضابط سوداني يعتبر من الشخصيات التاريخية في السودان لدوره في جمعية اللواء الأبيض التي تاسست لمقاومة الإدارة الاستعمارية البريطانية للسودان في عام 1924 م.

## ميلاده
ولد عبد الفضيل الماظ في سنة 1895 م، لأب من قبيلة النوير بجنوب السودان. وكان والده عيسى الماظ - الذي توفي في عام 1911 م - جندياً في القوة التي تم إعدادها بقيادة الجنرال الإنجليزي كيتشنر لإنهاء دولة المهدية الوطنية في السودان وإعادته إلى الإدارة الاستعمارية المصرية الإنجليزية عام 1897 م.

## نشأته وتعليمه
تنقل عبد الفضيل مع والده في مختلف مدن السودان. فقد اقام في كل من دنقلا والأبيض وتلودي بجبال النوبة. وفي عام 1908 م، التحق بالمدرسة الأولية في مدينة واو بمنطقة بحر الغزال في جنوب السودان، وفي العام الذي تلاه التحق بقسم الحدادة بمدرسة الصناعات.
عرف عن عبد الفضيل في صغره حبه الشديد للعسكرية، فقد ذكر عنه بأنه كان يتسلل إلى الغابة المحيطة بمدينة واو لمشاهدة التدريبات العسكرية للجنود ومن ثم يقوم بجمع أصدقائه الصغار للعب ويقوم بتقليد ما كان يشاهده.

## حياته العسكرية
إلتحق عبد الفضيل بالخدمة العسكرية في عام 1911 وتم تجنيده في الأورطة 11 التي عمل بها والده، برتبة كاتب بلوك أمين ثم تمت ترقيته إلى رتبة صول.
وفي ابريل / نيسان عام 1914 م، نُقل إلى الفرقة العسكرية في بلدة راجا بجنوب السودان، ثم التحق بالمدرسة الحربية في عام 1916 م، بناء على توصية من قائده الإنجليزي الذي اعجب بشجاعته وشغفه بالعسكرية.

تخرج عبد الفضيل في المدرسة الحربية في مايو / أيار 1917 م، برتبة ملازم أول وتم نقله إلى مدينة تلودى بجنوب كردفان وظل يعمل فيها حتى عام 1923 م حيث تم نقله إلى الخرطوم في وقت كانت سادت فيه الاضطرابات السياسية في مصر إبان ثورة سعد زغلول واغتيال السير لي ستاك في القاهرة وما تلى ذلك من ردة فعل بريطانية حيث قررت انجلترا طرد الجيش المصرى من السودان في ظرف أربعة وعشرين ساعة واجلاء جميع الموظفين المدنيين المصريين من السودان لكي تنفرد بحكم السودان في خرق واضح لإتفاقية الحكم الثنائي. وقد احدث القرار موجة احتجاجات عارمة وسط السودانيين الذين خرجو في الخرطوم في مظاهرات بقيادة جمعية اللواء الأبيض التي كان يرأسها الضابط علي عبد اللطيف. تصدت الإدارة الاستعمارية البريطانية لتلك الاحتجاجات بالعنف والقت القبض على قادتها ومن بينهم علي عبد اللطيف.

## ثورة عبد الفضيل الماظ
قرر عبد الفضيل الخروج مع وحدته العسكرية وكان عدد افرادها لم يتجاوز المائة جندي من الخرطوم إلى الخرطوم بحري على الضفة الشمالية لنهر النيل الأزرق، وعلم الإنجليز بذلك فسارعوا بإرسال قوة اعترضت سير عبد الفضيل وجنوده بالقرب من جسر النيل الأزرق الذي يربط بين المدينتين ونشب قتال بين الفرقتين استمر من مساء يوم الخميس 27 نوفمبر / تشرين الثاني 1924 وحتى نهار يوم الجمعة 28 من الشهر ذاته، وعندما ادرك جنود الفرقة السودانية قرب نفاذ ذخيرتهم واستحالة وجود دعم خارجي لهم تفرقوا وانسحب عبد الفضيل وحده إلى مبنى المستشفى العسكري (مستشفى العيون حاليا أو مستشفي عبد الفضيل الماظ للعيون) القريب من منطقة القتال واستولى على مخزن السلاح التابع للمستشفى واخذ منه ما يستطيع حمله من ذخيرة واعتلى مبنى المستشفى حيث قام بضرب الجنود الإنجليز بمدفعه من طراز الماكسيم. حاصر الإنجليز مبنى المستشفى وبدأوا في تبادل النيران معه ولم يتمكنوا من القضاء عليه إلا بعد أن قاموا بضرب المستشفى بالمدافع الثقيلة حيث تم دك الموقع.[بحاجة لمصدر]

## وصف المعركة
جاء في تقرير للسكرتير الإداري الإنجليزي بالسودان حول المعركة:«إن التمرد بدأ من الأورطة الحادية عشرة السودانية، المرابطة بقشلاق سعيد باشا بالخرطوم بقيادة الملازم أول عبد الفضيل الماظ والملازم ثاني السيد فرح اللذان كانا سيقومان بالحراسة في الخرطوم بعد جلاء القوات المصرية. وكان الملازم ثان السيد فرح مسؤولاً عن الحراس بالسجن الحربي، وفي حوالي الساعة الثالثة والنصف بعد الظهر بدأ تنفيذ الخطة بإبعاد جميع حراس السجن وفي الوقت نفسه تقريباً استعرض الملازم أول عبد الفضيل ألماظ وحدته في قشلاقات سعيد باشا ثم ترك حرساً هناك وقاد بقية رجاله إلى السجن الحربي حيث التقى بالملازم ثان السيد فرح ورجاله وكان عددهم ثلاثين رجلاً ومن هناك تقدم جميعهم إلى مدرسة ضرب النار حيث انضم إليهم الملازم أول سيلمان محمد والملازم ثابت عبد الرحيم والملازم ثاني علي محمد البنا من الأورطة السودانية الثانية عشرة، وكذلك الملازم ثاني حسن فضل حيث اقتحموا مخزن الذخيرة وأخذوا أربعة مدافع ماكسيم فكرز وكل الجبخانة وحملوها في عربة خيل ثم توجهوا إلى السوق، وهناك استولوا على عربة خيل من الأهالي ثم اتجهوا جنوب شرق محلات مرهج (بنك الخرطوم)، حيث هدد أحد الضباط بمسدسه، المستر ف. ج. كارلسي، من رجالات الخدمة السياسية - المخابرات - وبعد ذلك ساروا شرقاً بشارع الخديوي (شارع الجامعة الآن). أما المستر كارلس فقد أسرع من مكانه إلى المكتب الحربي وأدلى بمعلوماته إلى السردار الذي ذهب مباشرةً لمقابلة الكولونيل مكوان، الضابط الاحتياطي، في مكتبه حيث أخبره مراسل سوداني أنه رأى جماعتين من الجيش السوداني متجهتين نحو القشلاقات الإنجليزية (داخلية أبو دجانة بجامعة الخرطوم حالياً ومتحف التاريخ الطبيعي) وكان الوقت قد قارب الرابعة والنصف، ومن ثم استقل الكولونيل مكوان سيارته ليتحقق من المسألة، كما اتصل بالقوة الإنجليزية المرابطة بكلية غردون (ارقايلز) القشلاقات الإنجليزية أما المتمردون فقد وقفوا مدة قصيرة قرب تمثال غردون (مكان مجسم تحالف قوى الشعب العاملة الآن المطل على بوابة القصر الجمهوري القديم من الناحية الجنوبية) محاولين إخراج البلاتون السوداني من الأورطة الحادية عشرة - فرقة عبد الفضيل - الذي كان يحرس المكتب الحربي، وذلك لينضم إليهم ولكن اللفتنانت د. ملهولاند كان قد سيطر على هؤلاء الرجال من قبل وقادهم إلى الكوبري (جسر النيل الأزرق) حيث سلمهم إلى اللفتنانت رفاي ليدلو.
«وفي هذه الأثناء ذهب الكولونيل مكوان في عربة إلى الكوبري حيث أنذر الحراس ليكونوا على استعداد ومن ثم تقدم ببطء بطريق الخديوي (شارع الجامعة حالياً) ليقابل المتمردين وعند مروره بكلية غردون (جامعة الخرطوم) حاليا وجد جنود ارقايلز مسرعين لاتخاذ مكانهم على جانبي الطريق عند ملتقى شارع الخديوي بالشارع الذي يمر بين الاستبالية الحربية ومباني البيطرة، أمرهم بالتوقف وسألهم الكولونيل مكاون عن وجهتهم فأجابوا بأنهم سيلحقون بإخوانهم جنود الكتبية الثامنة المصرية بالخرطوم بحري، فحاول جهده لإقناعهم بالرجوع وهددهم بأنه سيطلق عليهم النار إذا حاولوا التقدم. كانت محاولة الكولونيل مكاون في إقناع الجنود بالرجوع ستنجح لولا أن الضباط الذين كانوا مع الجنود هددوه بمسدساتهم فقفل راجعاً بطريق الشاطئ، ومنها إلى المكتب الحربي، عندها تحركت عربة الكولونيل مكاون ذاهباً لنائب السردار في عربته للبحث عن الميجر كوبر التابع لفرقة أوقلزو الذي وجده بعد بحث في ميدان كلية غردون وأمره بأن يعزز فرقته في شارع الخديوي بكل مدافع الفاكرز الموجودة وكانت ستة في العدد عندما جهز مدافع الفاكرز أخذها الميجر كوبر والسردار إلى القوة المرابطة في شارع الخديوي، وكانت الدنيا قد أظلمت، واستمر الجنرال هدلستون في سيره للأمام ونادى في الجنود أنه السردار فلما لم يسمع مجيب تقدم نحو ستين ياردة صوب المتمردين ونادى أنا هدلستون فرد عليه أحد الضباط (نحن لا نعرف هدلستون باشا ولكن نعرف رفعت باشا فقط) فرد عليهم الجنرال هدلستون أرجو أن تنفذوا أوامري فرد عليه الضباط (إننا ننفذ أوامر رفعت باشا فقط). بعد هذه الخيبة قفل الجنرال هدلستون راجعاً إلى الفرقة ارقايلز وأمرهم بأن يطلقوا النار من جميع المدافع فرد الثوار بالمثل ولكن نيرانهم غير منظمة وعالية ولم تحدث أي إصابات كانت الساعة حوالي السادسة مساءً. عند سماع صوت البنادق جهز الميجور كارلز نائب ضابط صحة المديرية العنابر للمصابين وأرسل الشاويش الإنجليزي إلى المخازن ليحضر النقالات. وفي هدأة الليل تسرب بعض السودانيين من أماكن إطلاق النار، ولكن تمكن البوليس من قتل بعضهم أو أسره بيد أن الغالبة نجت ودخلت القشلاق بأم درمان».
«ابتدأت النيران في الفجر الباكر بدون أدنى تفكير من المقاومة من المتمردين ولكن عندما تقدم الجنود البريطانيون نحو مباني الصحة الطبية أمطرهم السودانيون وابلاً من نيران بنادقهم، كانت المباني كثيرة وكان من الصعب تحديد أماكنهم بالضبط، كانت ضحاياه كبيرة منهم تناكس والملازم ثاني مكاون وقتل الاثنان قبل أن يعتصم السودانيون بمبنى الضباط المصريين الذي كان محاطاً بالأشجار. كانت طلقات الفكرز ونار مدافع اللويس غير ذات أثر فعال وعليه فقد أحضر مدفع عيار 4.5 بوصة من الطابية وابتدأ يقذف قنابله في محيط 100 ياردة. لقد قذف نحو 30 قنبلة ظناً أن البناء قد دك وتقدمنا ولكن كانت محاولة فاشلة فقدنا خلالها كثيراً ولكن بعد ضرب ساعة متواصلة استطاعوا الوصول للبناء بدون خسارة كان الملازم أول عبد الفضيل ألماظ و14 من باقي الصفوف قد قتلوا».

## وفاته
توفي عبد الفضيل الذي يصنفه السودانيون في مرتبة شهداء الحرية والاستقلال في تشرين الثاني 1924 نوفمبر تحت الأنقاض ولم يتجاوز عمره الثامنة والعشرين. وتصوره الروايات التاريخية السودانية بأنه وجد وسط الأنقاض منكفئا على مدفعه المكسيم وقد احتضنه بكلتا يداه.[بحاجة لمصدر]